# Adrianichthys
Adrianichthys är ett släkte av fiskar. Adrianichthys ingår i familjen Adrianichthyidae.
Kladogram enligt Catalogue of Life:
| Adrianichthys | \| \| Adrianichthys kruyti \| \| \| \| \| \| Adrianichthys oophorus \| \| \| \| \| \| Adrianichthys poptae \| \| \| \| \| \| Adrianichthys roseni \| \| \| \| |
|               | \| \| Adrianichthys kruyti \| \| \| \| \| \| Adrianichthys oophorus \| \| \| \| \| \| Adrianichthys poptae \| \| \| \| \| \| Adrianichthys roseni \| \| \| \| |
|               | Oryzias |
|               | |
|               | Adrianichthys kruyti |
|               | |
|               | Adrianichthys oophorus |
|               | |
|               | Adrianichthys poptae |
|               | |
|               | Adrianichthys roseni |
|               | |

|  | Adrianichthys kruyti   |
|  |                        |
|  | Adrianichthys oophorus |
|  |                        |
|  | Adrianichthys poptae   |
|  |                        |
|  | Adrianichthys roseni   |
|  |                        |